# GameDesire (portal)
GameDesire – darmowy portal internetowy skupiający gry casual. W większości oferowane przez serwis gry są dostępne w trybie gry wieloosobowej. Jest czołowym produktem polskiej spółki GameDesire.

## Opis strony
Serwis udostępnia ponad 100 gier online. Podzielone one są na pięć kategorii (gry pokerowe, gry bilardowe, gry planszowe, gry hazardowe oraz gry w karty). Stosowane są odpowiednie rankingi lub przydzielane odpowiednie punktacje. W grach hazardowych walutą online, którą posługują się gracze są żetony, które nie są wymieniane na realne pieniądze. Użytkownicy posiadający konto VIP korzystają z funkcji serwisu na preferencyjnych warunkach.
Strona dostępna jest w 37 językach. Portal posiada również wiele funkcji społecznościowych: umożliwia tworzenie rozbudowanych profili, blogów oraz galerii zdjęć. Gamedesire umożliwia także pomiędzy graczami korespondencję, zawieranie znajomości oraz dysponuje wielojęzycznym forum. 14 listopada 2008 liczba fotografii w serwisie przekroczyła milion.

## Historia
Pierwowzór serwisu powstał w czerwcu 2001 roku, kiedy firma Ganymede (obecnie Gamedesire sp z o.o.) zaoferowała Wirtualnej Polsce zestaw dziesięciu gier, dostępnych w formie rozgrywki sieciowej pod adresem gierki.wp.pl. W 2002 roku witryna zaczęła się rozwijać pod adresem Gamedesire.com. Początkowo wygląd strony przypominał inną, wielką anglojęzyczną witrynę z grami towarzyskimi MSN Games. Strona internetowa zyskała większą popularność w 2004 roku, kiedy przedsiębiorstwo Ganymede zarejestrowano jako jednostkę prawną, zyskało ono w tym czasie wielu współpartnerów i dzięki temu portal poprzez odpowiednie implementacje dostępny jest pod różnymi adresami stron internetowych oraz w postaci aplikacji mobilnych. Adres gierki.wp.pl został zastąpiony przez gryonline.wp.pl, który jest wciąż popularny wśród polskiej społeczności. Dzięki portalom takim jak Sonico czy Attrativa serwis zyskał też popularność za granicą, m.in. w Brazylii.